# Vilémov
Vilémov (deutsch Willomitz) ist eine Gemeinde im Okres Chomutov in Tschechien.

## Geographische Lage
Die Ortschaft liegt in Nordwestböhmen am östlichen Fuße des Duppauer Gebirges im Nordböhmischen Becken, neun Kilometer südlich von Kadaň (Kaaden), und befindet  sich am rechten Ufer des Liboc (Aubach). Nördlich erheben sich der Zahořanský kopec (319 m), im Südwesten die Vílemovská hůrka (361 m) und der Chlum (449 m) sowie im Nordwesten der Vintířovský vrch (Winteritzberg, 386 m). Durch Vilémov führen die Bahnstrecken Kaštice–Kadaň und Vilémov u Kadaně–Kadaňský Rohozec; auf letzterer ist seit 2006 der Personenverkehr eingestellt.
Nachbarorte sind Zahořany im Norden, Vidolice, Pětipsy und Libědice im Nordosten, Topolany und Račetice im Osten, Široké Třebčice im Südosten, Vitčice, Podlesice und Němčany im Süden, Vojtěchov, Mašťov und Radechov im Südwesten, Radonice im Westen sowie Vintířov und Miřetice u Vintířova im Nordwesten.

## Geschichte

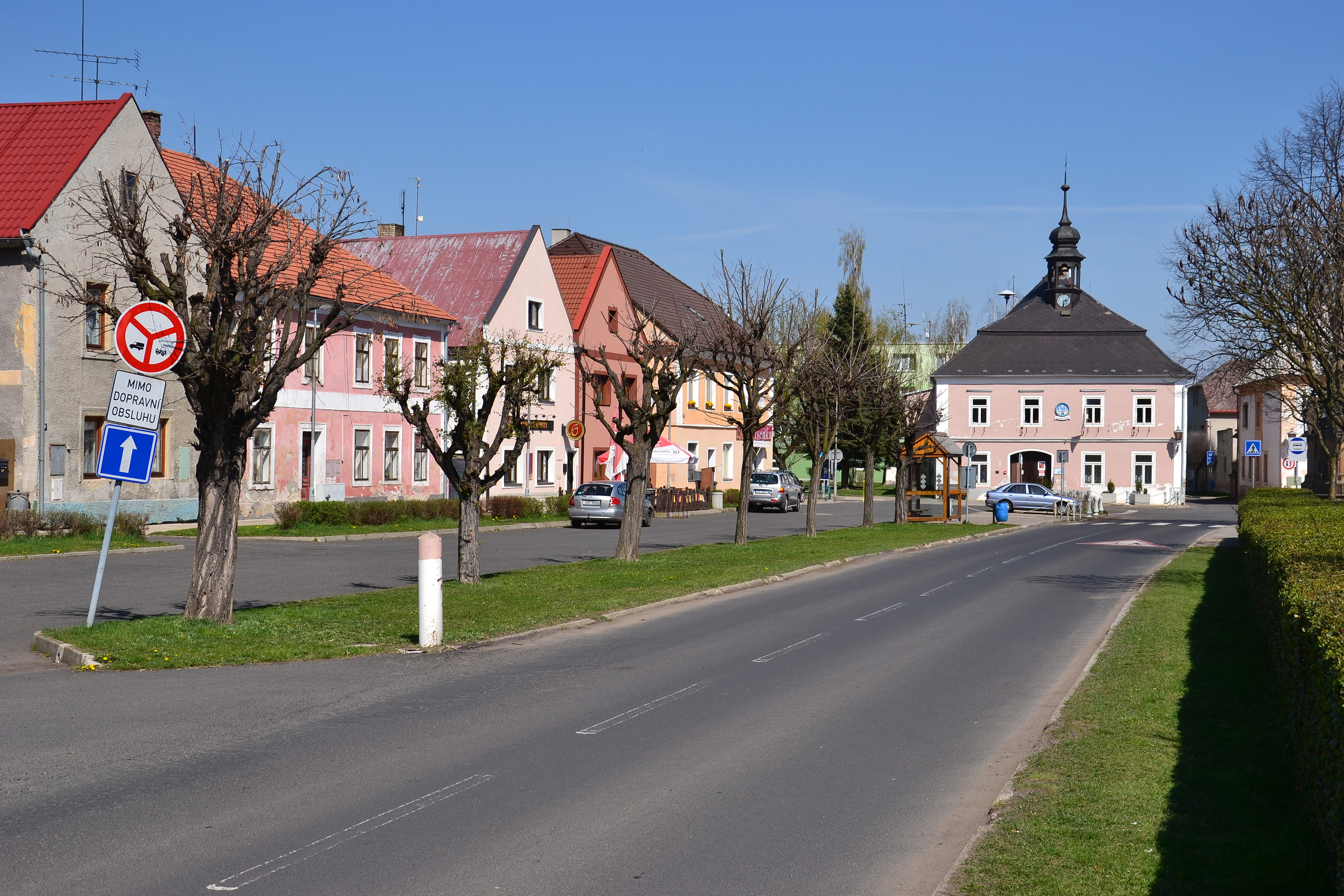
Ortszentrum

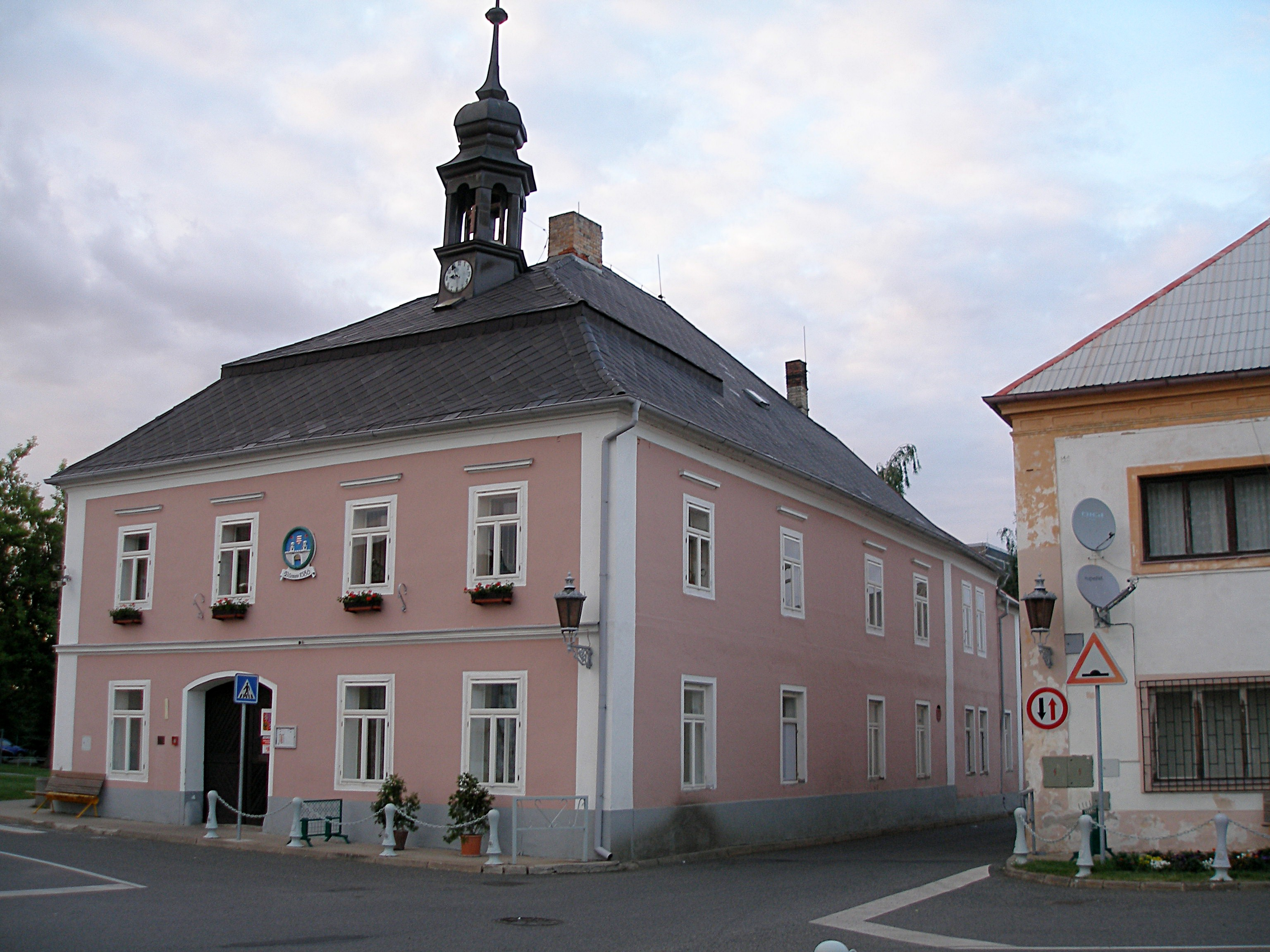
Rathaus der Gemeinde

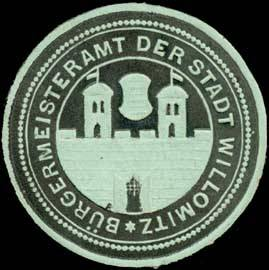
Siegelmarke Bürgermeisteramt der Stadt Willomitz

Die erste schriftliche Erwähnung des Städtchens Wylhelmycz erfolgte im Jahre 1342, als Karl IV. den Brüdern Wilhelm d. Ä. und Wilhelm d. J. Pětipeský von Egerberg das Privileg für einen Wochenmarkt erteilte und zugleich auch die Ausübung der Hochgerichtsbarkeit und den Bau eines Rabensteines gestattete. 1347 wurde Wylhelmycz zum Marktstädtchen erhoben. Die Herren von Egerberg blieben bis 1384 Besitzer der Herrschaft, danach folgte bis 1396 Raczko von Wylhelmycz. Im Laufe der Zeit wurde der Ort auch als Wilemow, Wylemowicz, Willmitz und Willomicz bezeichnet. 
Bis zur Mitte des 15. Jahrhunderts wechselten die Besitzer mehrfach, und danach erwarb Humprecht Doupovec von Doupov (Duppauer von Duppau) die Güter. Um 1530 geriet Wilhelm von Duppau in den Verdacht der Falschmünzerei und wurde zum Feind des Königs und des Landes Böhmen erklärt. Nach der Aufdeckung Apel von Vitzthums Münzwerkstatt auf Neuschönburg konnte Wilhelm von Duppau seine Ehre wiederherstellen und erhielt Willomitz zurück. Er erweiterte die Herrschaft um die Dörfer Flahe und Weinern. Heinrich von Duppau gestattete 1584 die Bildung von Zünften und erreichte bei Rudolf II. 1586 die Erhebung von Willomitz zur Stadt. Im Jahr darauf bewilligte Heinrich von Duppau den Zuzug von Juden in die Stadt.
Seit 1592 ist ein Rathaus nachweisbar. Nach der Schlacht am Weißen Berg wurde Wilhelm Adalbert von Duppau 1621 mit dem Verlust eines Drittels seines Vermögens bestraft. Zu seinem konfiszierten Gütern gehörten auch die Feste und das Städtchen Willomitz einschließlich der Brauerei, Mühle, Sägewerk, Wäldern und Teichen. Wilhelm Adalbert verstarb noch im selben Jahre. 1623 kaufte Jan Zdenko Wratislaw von Mitrowitz die Herrschaft Willomitz. Während des Dreißigjährigen Krieges wurde die Stadt durch drei Brände fast vollständig zerstört. 1662 erwarb Polyxena Maria Freiin von Ratschin Willomitz. In dieser Zeit wurde die Stadt wieder aufgebaut. Leopold I. bestätigte 1665 alle alten Privilegien. Im Jahre 1687 war das neue Rathaus fertiggestellt.
Zu Beginn des 18. Jahrhunderts vernichtete ein Brand die Kirche und das Pfarrhaus; dabei ging auch das Kirchenarchiv verloren. Nach den Freiherren von Ratschin folgten in dieser Zeit die Herren von der Goltz auf Maschau. Nachdem Ernst Johann von der Goltz 1792 ohne Nachkommen verstorben war, fiel Willomitz Vojtěch Mladota von Solopysk zu. Die Mladota von Solopisk besaßen Maschau und Willomitz bis zum Verkauf an Gabriele von Dietrichstein im Jahre 1835. Nachfolgend begann in der Umgebung der Stadt der Bergbau auf Braunkohle. 1845 erwarb Eugen Karl Czernin von und zu Chudenitz Maschau und Willomicz.
Nach der Aufhebung der Patrimonialherrschaften bildete Willomicz/Vilémov ab 1850 eine Stadtgemeinde im Bezirk Kaaden. Im Jahre 1873 wurde eine neue Schule eingeweiht. Die Wirtschaftskrise brachte ab 1873 den Bergbau größtenteils zum Erliegen. Im Jahre 1884 wurde die Lokalbahn Kaschitz-Schönhof über Willomicz bis Radonitz verlängert. Im Jahre 1902 nahmen die Kaadner Lokalbahnen die Eisenbahnstrecke von Willomitz nach Duppau in Betrieb. Im Jahre darauf folgte die Strecke Willomitz–Kaaden-Brunnersdorf, an der in Willomitz ein zweiter Bahnhof entstand. 
Nach dem Ersten Weltkrieg wurde Willomitz 1919 der neu geschaffenen  Tschechoslowakei zugeschlagen.
1923 wurde eine zweiklassige tschechische Minderheitenschule eröffnet. Im Jahre 1930 hatte die Stadtgemeinde Willomitz 983 Einwohner. 1936 nahm eine tschechische Bürgerschule den Unterricht auf. 
Aufgrund des  Münchner Abkommens  kam Willomitz 1938 an das Deutsche Reich  und gehörte bis 1945 zum Landkreis Kaaden, Regierungsbezirk Eger, im Reichsgau Sudetenland. 1939 hatte die Stadt 882 Einwohner. 
Während des  Zweiten Weltkriegs  wurde   in Willomitz ein Kriegsgefangenenlager für Franzosen eingerichtet. Nach Kriegsende wurde  Willomitz von der Tschechoslowakei übernommen, und die deutschböhmische Bevölkerung wurde 1946 vertrieben. Um 1948 verlor Vilémov seine Stadtrechte. Mit Beginn des Jahres 1961 kam die Gemeinde zum Okres Chomutov. 1976 wurden Vinaře, Blov und Zahořany eingemeindet.

### Demographie
Bis 1945 war  Willomitz   überwiegend von Deutschböhmen besiedelt, die vertrieben wurden.
| Jahr | Einwohner | Anmerkungen                         |
| ---- | --------- | ----------------------------------- |
| 1785 | 0 k. A.   | 103 Häuser                          |
| 1830 | 0590      | in 124 Häusern                      |
| 1843 | 0 580     | in 129 Häusern                      |
| 1869 | 0 854     | in 146 Häusern                      |
| 1880 | 1029      | in 158 Häusern                      |
| 1890 | 1141      | in 159 Häusern                      |
| 1900 | 1050      | in 170 Häusern                      |
| 1910 | 0 971     | in 165 Häusern                      |
| 1921 | 1108      | davon 1050 Deutsche, in 170 Häusern |
| 1930 | 0983      | in 184 Häusern                      |
| 1939 | 0882      | [ 7 ]                               |

| Jahr      | 1950 | 1961 | 1970 | 1980 | 1991 | 2001 | 2011 |
| Einwohner | 609  | 645  | 558  | 527  | 447  | 440  | 428  |
| Häuser    | 161  | 155  | 138  | 121  | 135  | 137  | 138  |

Die  Einwohner- und Häuserzahlen in den beiden obigen Tabellen beziehen sich auf den jeweiligen Gebietsstand.

## Gemeindegliederung
Die Gemeinde Vilémov besteht aus den Ortsteilen Blov (Flahe), Vilémov (Willomitz), Vinaře (Weinern) und Zahořany (Sehrles). Zu Vilémov gehört außerdem die Einschicht Topolany (Teplitzhof).
Das Gemeindegebiet gliedert sich in die Katastralbezirke Vilémov u Kadaně und Vinaře u Kadaně

## Sehenswürdigkeiten
- Naturreservat Vinařský rybník, südlich von Vinaře
- Pfarrkirche des hl. Nikolaus, Renaissancebau aus dem Jahre 1612
- Rathaus, Barockbau vom Ende des 18. Jahrhunderts
- Friedhofskapelle, errichtet 1568 als Grablege für Wilhelm von Duppau
- Pfarrhaus
- Dreifaltigkeitssäule, errichtet nach der Pestepidemie von 1713
- Denkmal für die Opfer des Ersten Weltkrieges, auf dem Friedhof
- Schloss Vilémov, errichtet um 1700 anstelle einer alten Feste. Nach dem Brand von 1789 wurde es unter Vojtěch Mladota von Solopysk wieder aufgebaut. Der in der zweiten Hälfte des 20. Jahrhunderts verkommene Bau wurde um 2009 saniert. Es befindet sich in Privatbesitz und ist nicht zugänglich.
- Kirche des Evangelisten Johannes in Zahořany, sie entstand nach Plänen von J. Siegl zwischen 1753 und 1754 anstelle der alten Kirche aus dem Jahre 1367. Das zur Ruine verkommene Bauwerk erhielt nach 2000 ein neues Dach.
- Gut Vinaře mit Taubenhaus auf dem Gutshof
- ehemalige Braunkohlenzeche Prokopi-Schacht in Zahořany, die 1920 in Eisenbetonbauweise errichtete Sortieranlage wurde 1927 stillgelegt. Erhalten ist ebenfalls der Wasserturm. Die Industrieruine ist ungesichert.

## Söhne und Töchter der Gemeinde
- Hieronymus Roth (Politiker, 1826) (1826–1897), österreichischer Politiker
- Alois Bernt (1871–1945), Pädagoge und Germanist
- Georg Böhm (* 1923), deutscher Politiker